# Jewgeni Andrejewitsch Berens
Jewgeni Andrejewitsch Berens (russisch: Евгений Андреевич Беренс; * 30. Oktoberjul. / 11. November 1876greg. in Tiflis; † 7. März 1928 in Moskau) war ein russischer Admiral und von April 1919 bis Februar 1920 Oberbefehlshaber der sowjetischen Marine.

## Herkunft
Jewgeni Andrejewitsch war der erstgeborene Sohn des deutsch-baltischen Rechtsanwalts Andrej von Berens (1850–1884) und dessen russischstämmiger Ehefrau Maria Michailowna Alichanowa. Die Familie von Berens geht zurück auf Hans Hinrich Berens, einen wohlhabenden Ratsherren aus Riga, der Mitte des 17. Jahrhunderts von Rostock ins Baltikum ausgewandert war. Angehörige der Familie bekleideten oft hohe Ämter und stiegen in den Adel auf.

## Zaristisches Russland
Nach dem Besuch der russischen Marineakademie, den er im Jahre 1895 abschloss, war Berens Navigationsoffizier auf dem Kreuzer Warjag und nahm auf diesem Schiff am 9. Februar 1904 am Gefecht vor Tschemulpo teil, nach dem die Besatzung ihr schwer beschädigtes Schiff im koreanischen Hafen von Incheon (damals Tschemulpo) selbst versenkte. Nachdem er mit den anderen Überlebenden über Hongkong wieder nach Russland zurückgekehrt war, wurde er mit dem Sankt-Stanislaus-Orden 4. Klasse ausgezeichnet und diente 1905/06 als Lehrer am Marinekolleg und von 1906 bis 1909 zunächst als Zweiter und dann als Erster Offizier auf dem Linienschiff Zessarewitsch in der Baltischen Flotte. Am 13. April 1908 wurde er zum Kapitänleutnant befördert. 1909 ging er wieder als Lehrer an die Marineakademie. Von 1910 bis 1914 war er russischer Marineattaché in den Niederlanden und in Deutschland.  1914 wurde er zum Fregattenkapitän (Kapitän 2. Ranges) befördert und im Sommer des Jahres zum Kommandanten des auf der Schichau-Werft in Danzig seinem Stapellauf entgegengehenden Kleinen Kreuzers Admiral Newelskoi ernannt; das noch unfertige Schiff wurde jedoch bei Ausbruch des Ersten Weltkriegs beschlagnahmt und in der Folge von der deutschen Marine als Elbing in Dienst gestellt. Berens selbst wurde bei Kriegsausbruch nach Russland zurückgerufen und dem Admiralstab zugeteilt. Im Sommer 1915 wurde er Marineattaché in Italien. Nach der Februarrevolution 1917 kehrte er wiederum nach Russland zurück, wurde zum Kapitän 1. Ranges befördert und diente als Leiter der Abteilung Statistik und Stellvertretender Chef im Admiralstab.

## Sowjetrussland und Sowjetunion
Nach der Oktoberrevolution schloss er sich der Roten Seite an und diente ihr von 1917 bis 1919 als Chef des Admiralstabs. In dieser Zeit war er entscheidend an den Vorbereitungen zum Eismarsch der Baltischen Flotte beteiligt. Am 24. April 1919 wurde er, nach dem Tod von Admiral Wassili Altfater zwei Tage zuvor, zum Kommandeur der Marinestreitkräfte der RSFSR ernannt. Am 5. Februar 1920 wurde er in den Diplomatischen Dienst versetzt und war danach Mitglied der sowjetischen Delegationen auf verschiedenen internationalen Konferenzen. So war er 1920 Mitglied der sowjetischen Delegation bei den Verhandlungen zum Friedensvertrag von Tartu zwischen der Russischen Republik und Finnland und bei den Konferenzen von Genua und Lausanne (20. November 1922 bis 24. Juli 1923), um den Neutralitäts- und Nichtangriffsvertrag zwischen der Sowjetunion und der Türkei vom 17. Dezember 1925 vorzubereiten. Ab 1924 war er sowjetischer Militärattaché in Großbritannien, 1925 in Frankreich. In dieser Zeit war er entscheidend an den Verhandlungen über die Rückgabe der in Bizerta internierten russischen Schiffe unter dem Befehl seines Bruders Michail beteiligt, die am 29. Oktober 1924 formell an die Sowjetunion übergeben wurden.
1926 wechselte Berens in das Büro für wichtige Angelegenheiten des Volkskommissars für Militär und Marine und Vorsitzenden des Revolutionären Kriegsrats der UdSSR. Wegen seiner kritischen Haltung gegenüber der militärischen Zusammenarbeit der Sowjetunion mit Deutschland trat er schließlich aus dem Staatsdienst aus.
Vizeadmiral Berens starb am 7. März 1928 in Moskau und wurde auf dem Nowodewitschi-Friedhof beigesetzt.

## Auszeichnungen
- Sankt-Stanislaus-Orden (2. Klasse und 4. Klasse)
- Orden des Heiligen Wladimir (4. Klasse)

## Familiäres
Sein zwei Jahre jüngerer Bruder Michail Andrejewitsch Berens war nach der Oktoberrevolution Stabschef der Baltischen Flotte, wurde aber bereits am 12. Januar 1918 vom Rat der Volkskommissare ohne Pension seines Postens enthoben und aus dem Dienst entfernt. Er schloss sich im August 1920 General Wrangels Weißer Armee an und wurde im Januar 1921 als Konteradmiral Oberbefehlshaber von Wrangels Flotte, dem sogenannten Russischen Geschwader, das in Bizerta interniert war.